# Pagrus auratus
Pagrus auratus är en fiskart som först beskrevs av Forster, 1801.  Pagrus auratus ingår i släktet Pagrus och familjen havsrudefiskar. IUCN kategoriserar arten globalt som otillräckligt studerad. Inga underarter finns listade i Catalogue of Life.